# Gymnangium urceoliferum
Gymnangium urceoliferum is een hydroïdpoliep uit de familie Aglaopheniidae. De poliep komt uit het geslacht Gymnangium. Gymnangium urceoliferum werd in 1816 voor het eerst wetenschappelijk beschreven door Lamarck. 